# Zoek jezelf
"Zoek jezelf" is een nummer van het Nederlandse cabaretduo Van Kooten en De Bie, uitgebracht onder de naam Simplisties Verbond. Het nummer werd uitgebracht op hun album De eerste langspeelplaat van het Simplisties Verbond uit 1975. Dat jaar werd het nummer uitgebracht als de enige single van het album.

## Achtergrond
"Zoek jezelf" is een vertaling van "Lay It Down", geschreven door Gene Thomas en voor het eerst uitgevoerd door Lonnie Mack in 1971. Dit nummer werd ook nog uitgevoerd door onder meer Kenny Rogers, The Everly Brothers, Waylon Jennings, Tina Turner en Thomas zelf. In 1975 schreven Kees van Kooten en Wim de Bie, aangeduid als Heer Koot en Heer Bie naar aanleiding van hun personages in het Simplisties Verbond, een Nederlandstalige tekst bij het nummer. Deze versie werd geproduceerd door Tonny Eyk. In het nummer zingen Van Kooten en De Bie de luisteraar direct toe en vertellen zij dat deze niet alleen maar moet doen wat anderen zeggen, maar naar zichzelf op zoek te gaan.
"Zoek jezelf" werd als single uitgebracht onder de titel "De eerste single van het Simplisties Verbond". De single bereikte in Nederland de achtste plaats in de Top 40 en de zesde plaats in de Nationale Hitparade. Opvallend genoeg werd de naam van de single in beide hitparades gespeld als "Zoek je zelf". In 2009 werd het nummer gezongen in een aflevering van de televisieserie 't Vrije Schaep.

## Nederlandse cover door Wilfred Genee
Mei 2025 presenteerde Wilfred Genee een cover als een carnavaleske parodie. René van der Gijp geeft de inleiding met zijn motto: "Je hebt ook maar een leventje joh" en Johan Derksen laat duidelijk zijn walging blijken.

## Hitnoteringen

### Nederlandse Top 40
| Hitnotering: 31-05-1975 t/m 05-07-1975 | Hitnotering: 31-05-1975 t/m 05-07-1975 | Hitnotering: 31-05-1975 t/m 05-07-1975 | Hitnotering: 31-05-1975 t/m 05-07-1975 | Hitnotering: 31-05-1975 t/m 05-07-1975 | Hitnotering: 31-05-1975 t/m 05-07-1975 | Hitnotering: 31-05-1975 t/m 05-07-1975 | Hitnotering: 31-05-1975 t/m 05-07-1975 |
| Week                                   | 1                                      | 2                                      | 3                                      | 4                                      | 5                                      | 6                                      |                                        |
| -------------------------------------- | -------------------------------------- | -------------------------------------- | -------------------------------------- | -------------------------------------- | -------------------------------------- | -------------------------------------- | -------------------------------------- |
| Positie                                | 26                                     | 10                                     | 8                                      | 9                                      | 17                                     | 38                                     | uit                                    |

### Nationale Hitparade
| Hitnotering: 31-05-1975 t/m 28-06-1975 | Hitnotering: 31-05-1975 t/m 28-06-1975 | Hitnotering: 31-05-1975 t/m 28-06-1975 | Hitnotering: 31-05-1975 t/m 28-06-1975 | Hitnotering: 31-05-1975 t/m 28-06-1975 | Hitnotering: 31-05-1975 t/m 28-06-1975 | Hitnotering: 31-05-1975 t/m 28-06-1975 |
| Week                                   | 1                                      | 2                                      | 3                                      | 4                                      | 5                                      |                                        |
| -------------------------------------- | -------------------------------------- | -------------------------------------- | -------------------------------------- | -------------------------------------- | -------------------------------------- | -------------------------------------- |
| Positie                                | 24                                     | 10                                     | 6                                      | 11                                     | 28                                     | uit                                    |

### NPO Radio 2 Top 2000
| Nummer met noteringen in de NPO Radio 2 Top 2000 | '99 | '00 | '01  | '02  | '03  | '04  | '05  | '06  | '07  | '08  | '09  | '10  | '11  | '12  | '13  |
| ------------------------------------------------ | --- | --- | ---- | ---- | ---- | ---- | ---- | ---- | ---- | ---- | ---- | ---- | ---- | ---- | ---- |
| Zoek jezelf                                      | 812 | -   | 1193 | 1736 | 1504 | 1475 | 1413 | 1452 | 1809 | 1547 | 1735 | 1892 | 1903 | 1469 | 1628 |

1. ↑  Een '-' betekent dat het nummer niet was genoteerd en een vetgedrukt getal geeft de hoogste notering aan.
2. ↑  Deze tabel is bijgewerkt tot en met de laatste editie (2024).